# Jiří Kopřiva
Jiří Kopřiva (17. dubna 1932 Běstovice – 9. května 2024 Litomyšl) byl politický vězeň v období komunismu, dlouholetý předseda pobočky č. 73 Konfederace politických vězňů České republiky se sídlem v Litomyšli.

## Život

### Mládí a studia

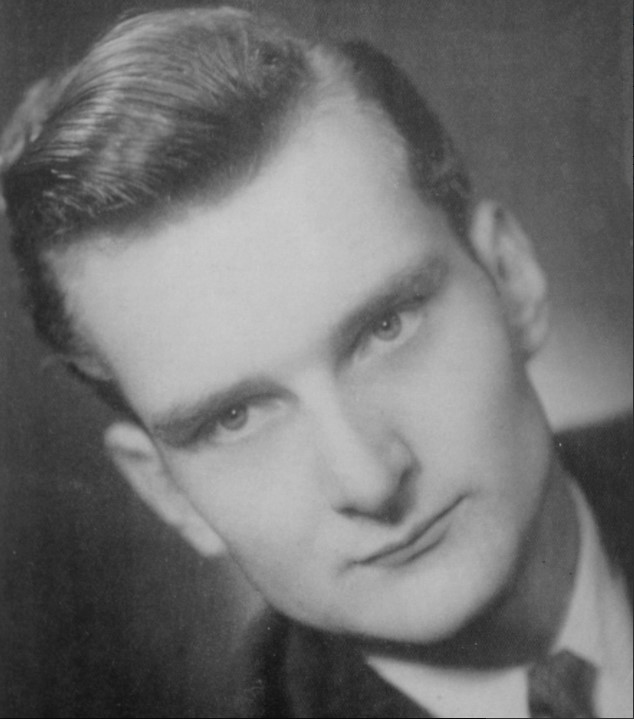
Jiří Kopřiva v 50. letech 20. století

Vyrůstal v rodině, která byla evangelického vyznání, a angažoval se v místním evangelickém mládežnickém spolku, který vydával svůj vlastní časopis Na hoře. Jako středoškolský student byl již v únorových dnech roku 1948 na straně odporu proti komunistické uzurpaci moci. Aby unikl pozornosti Státní bezpečnosti, přešel po sextě na gymnáziu v Litomyšli na gymnázium ve Svitavách, z něhož však byl na základě trestního stíhání vyloučen.

### Proces Stříteský a spol., vězení
Dne 16. září 1950 byl zatčen Stb a předán do soudní vazby v Chrudimi. 11. října 1950 byl v rámci monstrprocesu proti rektoru F. A. Stříteskému odsouzen jako mladistvý ke dvěma letům odnětí svobody Státním soudem v litomyšlském Smetanově domě. Skupina Stříteský a spol. byla tehdejším tiskem označena za „teroristickou skupinu Ata ve službách Vatikánu“. Cílem monstrprocesu bylo rozvrácení skautské organizace s poukazem na to, že její členové plní údajné rozkazy z Vatikánu. V procesu bylo 24 lidí - studentů litomyšlských středních škol a vysokoškoláků odsouzeno za údajnou odbojovou činnost k celkem 220 letům vězení, konfiskaci majetku a odebrání občanských práv. Nejmladšímu obviněnému bylo teprve 16 let. Vedení gymnázia vyloučilo obviněné studenty ze všech vysokých škol a znemožnilo jim tak dokončit formální vzdělání.
Jiří Kopřiva byl odsouzen na 2 roky, které navzdory žádosti o podmínečné propuštění strávil ve vězení na rozdíl od jiných mladistvých celé. Internován byl nejprve v Chrudimi, krátký čas poté v Ústavu pro mladistvé v Zámrsku, pak několik měsíců v Hradci Králové a zbytek trestu opět v Zámrsku.

### Profese
Po propuštění našel práci jako dělník v litomyšlské nově založené fabrice VERTEX, ale už měsíc poté musel narukovat k nechvalně známému 21. pěšímu pluku v Jindřichově Hradci. Po návratu z vojny se ve VERTEXu mohl vyučit elektrikářem a na začátku 60. let si po absolvování jednoletého kurzu dodělal i maturitu na litomyšlském gymnáziu. Až do odchodu do důchodu stále pracoval ve VERTEXu.

### Politická angažovanost
Po roce 1989 byl zakládajícím členem litomyšlské pobočky Konfederace politických vězňů České republiky, které následně dlouhá léta předsedal.